# اسپنسر باست
اسپنسر باست (انگلیسی: Spencer Bassett؛ ۴ سپتامبر ۱۸۸۵ – ۱۱ آوریل ۱۹۱۷) بازیکن فوتبال اهل انگلستان بود.
از باشگاه‌هایی که در آن بازی کرده‌است می‌توان به باشگاه فوتبال مایدستون یونایتد، باشگاه فوتبال سوانزی سیتی، باشگاه فوتبال آرسنال، باشگاه فوتبال اکستر سیتی، و باشگاه فوتبال ساوتند یونایتد اشاره کرد.